# Рионски отряд
Рионски отряд е войсково съединение на Действуващата Руска армия на Кавказкия фронт в Руско-турската война (1877-1878).
Рионският отряд е създаден в началото на април 1877 г. за действие на Кавказкия фронт. Личния състав е 13 267 офицери и войници и 48 оръдия. Командир на отряда е генерал-лейтенант Иван Оклобжио.
Задачите на отряда са:
- да не позволи на османските сили да извършат десант на руското Черноморско крайбрежие;
- да не позволи създаването на връзка на вражеските сили в Батум и Карс;
- да предприеме настъпление в направлението Озургет - Батум.

На 14 април предприема настъпление и овладява височината Муха Естате, изтласква на 29 април противниковите сили от височината Хуцубани. Поради превъзходство на противника в жива сила, не развива настъплението към Батум и се оттегля на височината Муха Естате.
След превземането на Карс от обсадния отряд на генерал-лейтенат Иван Лазарев, Рионският отряд усилен да 24 126 офицери и войници и 96 оръдия. Подновява настъпателните действия във взаимодействие със силите на Ардаханския отряд. На 18 януари 1878 г. провежда безуспешна атака на височината Цихидзири и се завръща на височината Хуцубани. Остава тук до сключването на Одринското примирие. Успява да отвлече османски сили от направлението на главния удар, като действува на трудните и опасни участъци на Кавказкия фронт.